# Mjakit
Mjakit (Russisch: Мякит) is een spookstad en een voormalige nederzetting met stedelijk karakter aan de gelijknamige rivier Mjakit (zijrivier van de Gerba, stroomgebied van de Kolyma) in het district Chasynski van de Russische oblast Magadan. Het ligt op ongeveer 260 kilometer ten noordoosten van Magadan.

## Geschiedenis
De plaats werd gesticht aan de Kolyma-weg (ook wel Bottenweg genoemd vanwege de vele doden die vielen bij de aanleg), nadat deze in 1933 door Goelagdwangarbeiders was aangelegd tot deze plek vanaf de Nagajevbocht.
In Mjakit werd in 1951 de Translag (Avtotransportny ITL) van de Dalstroj gevestigd, de afdeling waar tot 6.300 gevangenen van de Goelag werden geplaatst die verantwoordelijk waren voor het repareren en onderhouden van de motorvoertuigen en de weg en voor het werk in de mijnen van het kolengebied Pervomajski. In de omgeving werd ook goud gewonnen.
Het dorp kreeg in 1953 de status van nederzetting met stedelijk karakter. In 1954 werd de Translag opgeheven. Het onderhoudsbedrijf bleef bestaan. Ook was er een afdeling van het mijnbouw- en ertsverwerkingsbedrijf van Orotoekan (OGOK) gevestigd. In 1966 werd de plaats opgenomen in het district Chasynski.
Na de val van de Sovjet-Unie vertrokken de bewoners en eind 1994 werd het dorp opgeheven. De huizen werden vervolgens deels verbrand en deels ontmanteld door vandalen en plunderaars. Wat overbleef waren vernietigde gebouwen en een verlaten kerkhof.
| 1959 | 1970 | 1979 | 1989 | 2002 |
| ---- | ---- | ---- | ---- | ---- |
| 2526 | 689  | 698  | 682  | 0    |